# 中国人民武装警察部队福建省总队
中国人民武装警察部队福建省总队，简称武警福建省总队，是中国人民武装警察部队的省级总队，是副军级单位，隶属于武警总部。其主要执行治安維持、民防警卫、处突维稳等任务。

## 历史
1966年6月，中国人民公安部队福建省总队改编为中国人民解放军的警卫师，隶属于军队建制。1983年2月，该部改称“中国人民武装警察部队福建省总队”，为正师级单位，隶属于武警总部暨福建省公安厅建制。1995年，国务院、中央军委发出《国务院、中央军委关于调整中国人民武装警察部队领导管理体制的决定》，升级为副军级。2017年，根据《关于中国人民武装警察部队改革期间暂时调整适用相关法律规定的决定》，武警福建省总队不再接受武警总部、福建省人民政府双重领导，改为直接受武警总部领导。

### 歷任司令员
| - 王常富（1983年1月一1987年10月） - 洪少虎武警少将（1988年12月一1996年3月） - 薛国强武警少将（1996年6月一2003年11月） - 得水武警少将（2003年11月一2005年11月） - 黄海辉武警少将（2005年11月一2010年12月） - 杨海武警少将（2010年12月一2015年7月） - 曹勇武警少将（2015年7月一2019年6月） - 张建超武警少将（2019年6月一） | - 黃文輝 | - 边圻（1983年2月一1985年5月2日） - 黄松禄（1985年5月2日一1987年12月） - 王荆璞武警少将（1988年12月一1997年12月） - 郑顺民武警少将（1997年12月一2001年5月） - 张武武警少将（2001年5月一2004年7月） - 陈庆耀武警少将（2004年7月一2005年11月） - 姚立功武警少将（2005年11月一2009年5月） - 卢江辉武警少将（2009年5月一2013年5月） - 阮嘉明武警少将（2013年5月一2015年9月） - 吕能亚武警大校（2015年9月一2017年12月） - 黄少安武警少将（2017年12月一2021年12月） - 刘成立武警少将（2021年12月一） |